# Aeroportul Sangapi
Aeroportul Sangapi (IATA: SGK, ICAO: AYSK) este un aeroport din Madang Province⁠(d), Papua Noua Guinee.
aeroportul dispune de o singură pistă.